# Madder Mortem
Madder Mortem (норв. madder — красная, mortem — смерть) — норвежская метал-группа. Была основана в 1993 году под названием Mystery Tribe.

## Состав

### Текущий состав
- Агнет М. Кирквааг — вокал (1993-..)
- БП. М. Кирквааг — гитара, бэк-вокал (1993-..)
- Одд Эйвид Эбиссен — гитара (2003-..)
- Тормод Лангуэн Мосенг — бас-гитара (2003-..)
- Мадс Соляс — ударные (1999-..)

### Бывшие участники
- Кристиан Руд − гитара (1993—1999)
- Бойи Нюберг − бас-гитара (1993—1999)
- Сигурд Нильсен − ударные (1996—1999)
- Эйрик Ульво Лагнес − гитара (2000—2003)
- Пауль Моцарт Бьйорк − бас-гитара, бэк-вокал (2000—2003)

## Дискография
- Mercury (1999, Misanthropy)
- All Flesh Is Grass (2001, Century Media Records)
- Deadlands (2002, Century Media Records)
- Desiderata (2006, Peaceville)
- Eight Ways (2009, Peaceville)
- Where Dream and Day Collide (2010, Peaceville, EP)